# Kosovo Campaign Medal

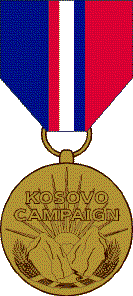
Kosovo Campaign Medal

Kosovo Campaign Medal este o medalie militară americană.
Această medalie recunoaște serviciul militar efectuat în Kosovo din 1999 până în zilele noastre în cadrul forțelor de menținere a păcii.
Medalia a fost înființată de președintele  Bill Clinton  la 3 mai 2000.